# 分配常数
分配常数（英語：Distribution constant，或称为分配系数）是指一种分析物在两种不相混合溶剂中的平衡常数。对一种特定溶质来说，分配常数等于它在固定相中的摩尔浓度与其在流动相中的摩尔浓度之比率，亦近似等于溶质在两相中溶解度之比。该术语常会与分配系数混淆在一起，分配常数常被表示为KD。

## 表达式
一种溶质A在水溶液/有机溶液中的活度的比，而该水溶液/有机溶液系统的情况要维持稳定，而且不受A的总量所影响（所以{\displaystyle [A]_{org}\propto [A]_{aq}}），那么在任何给定的温度：
{\displaystyle (K_{D})_{A}={(a_{A})_{org} \over (a_{A})_{aq}}\approx {[A]_{org} \over [A]_{aq}}}
分配常数常用于计算溶液内被分析物质的浓度，尤其是数次萃取分离后的浓度。分配常数亦能提示最有效进行萃取分离 的方法。
因此，经过i次于有机溶剂萃取后，留在水溶液中的A的浓度，可以下式计算：
{\displaystyle [A]_{i}=({V_{aq} \over V_{org}K_{D}+V_{aq}})^{i}[A]_{0}}
[A]i是A经过萃取Vaq毫升水溶液后，留下来的浓度；[A]0是原来溶液中A的浓度，而Vorg毫升为有机溶液体积。